# Harold Wilson

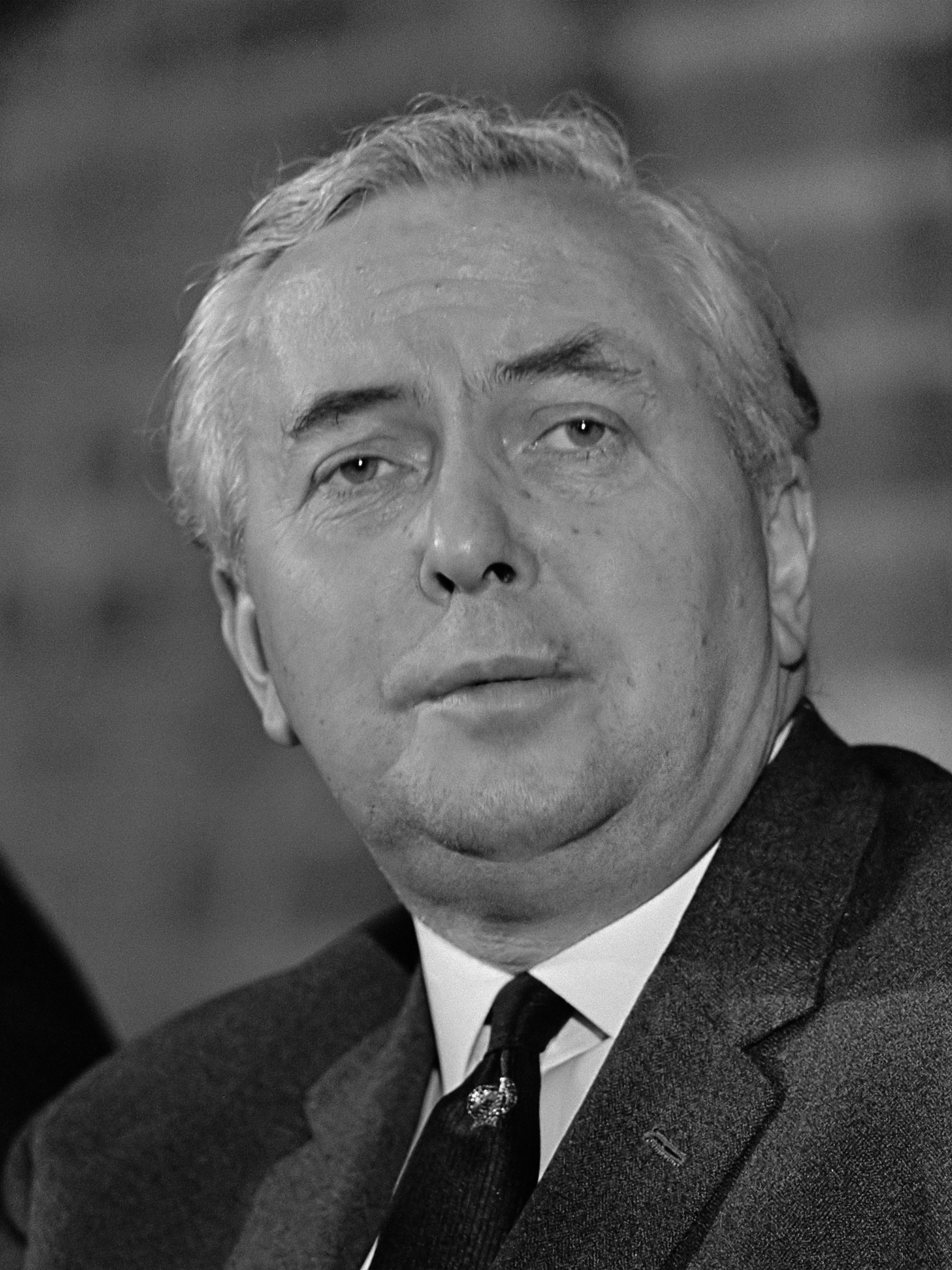
Harold Wilson (1967)

James Harold Wilson, Baron Wilson of Rievaulx K.G. (* 11. März 1916 in Huddersfield, Yorkshire; † 24. Mai 1995 in London) war ein britischer Politiker der Labour Party. Von Oktober 1964 bis Juni 1970 sowie von März 1974 bis März 1976 war er Premierminister des Vereinigten Königreichs.
Wilson ist der einzige Labour-Parteichef, der nach vier Unterhauswahlen eine Labour-Regierung bilden konnte. Weil die Regierung, die aus der Unterhauswahl Ende Februar 1974 hervorging, nur eine Minderheitsregierung war (Labour gewann zwar mehr Parlamentssitze als alle anderen Parteien, es reichte aber nicht für eine absolute Mehrheit), ist er zusammen mit Tony Blair auch der einzige Labour-Parteichef, der nach drei Unterhauswahlen Labour-Mehrheitsregierungen bilden konnte.

## Biografie
Harold Wilson wurde im Jahre 1916 geboren, im gleichen Jahr wie sein Gegenspieler Edward Heath. Er studierte Wirtschaftswissenschaften in Oxford, wo er sein Interesse für Politik entdeckte. Nachdem er während des Zweiten Weltkriegs als Beamter gedient hatte, wurde er 1945 als Abgeordneter des Wahlkreises Ormskirk ins britische Unterhaus gewählt. Nach einer Wahlkreisreform im Jahre 1950 repräsentierte er den Wahlkreis Huyton bei Liverpool.

### Minister und Mitglied des Schattenkabinetts
Gleich nach seiner Wahl wurde er ins Kabinett Clement Attlees berufen und war damit jüngster Minister aller Zeiten. Er trat 1951 zurück, aus Protest über die Einführung von Gebühren im ansonsten kostenlosen britischen Gesundheitssystem, dem 1948 geschaffenen National Health Service.
Der Rücktritt wurde ihm nicht nachgetragen; er wurde kurz darauf als potentieller Finanzminister ins Schattenkabinett berufen, aber Churchill gewann die Unterhauswahl im Oktober 1951 und eine 13-jährige Ära konservativer Regierungen begann. 1956 prägte Wilson den Begriff der Gnomen von Zürich und meinte damit gewisse Schweizer Bankiers, welche mit Spekulationen den Kurs des britischen Pfunds drückten – das Vereinigte Königreich hatte damals ein großes Zahlungsbilanzdefizit.
1960 versuchte er erfolglos, den Parteivorsitz zu übernehmen. Als Hugh Gaitskell, der Vorsitzende der Labour Party, am 18. Januar 1963 überraschend starb, wurde Wilson zu seinem Nachfolger gewählt, obwohl Teile der Partei ihn als Opportunisten und Trickser betrachteten und ihn daher ablehnten. Der hochrangige Labour-Politiker Anthony Crosland bezeichnet die interne Entscheidung zwischen Wilson und George Brown als Wahl „zwischen einem Gauner und einem Säufer“ (Brown wurde ein Alkoholproblem nachgesagt).

### Erste Amtszeit als Premierminister
Die Labour Party gewann am 16. Oktober 1964 die Parlamentswahlen mit einer Mehrheit von nur 5 Sitzen und Wilson wurde Premierminister. Nach einer kurzen, aber erfolgreichen Amtsperiode gewann Labour die Unterhauswahlen am 31. März 1966 mit einer komfortablen Mehrheit von 99 Sitzen (Wilson hatte vorgezogene Wahlen herbeigeführt; ein im politischen System des Vereinigten Königreichs übliches Procedere). Wilson war bald bekannt dafür, in der Öffentlichkeit Pfeife zu rauchen und seine Ferien stets auf den Scilly-Inseln zu verbringen. Seine Gegner warfen ihm Verschlagenheit vor. Er stemmte sich jahrelang gegen die Abwertung des Pfunds (damals gab es das Bretton-Woods-System, ein System mit Wechselkursbandbreiten). Als er dann schließlich gezwungen war, diese Maßnahme zu treffen, präsentierte er dies in den Medien als Erfolg.
In Wilsons erster Amtszeit gründete die Regierung eine Reihe neuer Universitäten, nach dem damals modernen Architekturstil plate-glass universities („Flachglas-Universitäten“) genannt, darunter z. B. die University of Kent, University of Warwick und University of Bath. Wilson selbst nannte diese scherzhaft “the Baedeker universities”, weil sie überwiegend in (bzw. in der Nähe von) historischen Städten in vergleichsweise wohlhabenden Gegenden errichtet wurden. In der University of Bradford, die 1966 von einer Technischen Hochschule zur Universität erhoben wurde, fungierte Wilson von 1966 bis 1985 als Kanzler. Zudem gründete die Regierung Wilson 1969 die Open University, eine zulassungsfreie Fernuniversität. Im Sekundarschulwesen trieb Wilson die Comprehensive School (Gesamtschule) voran. Der Anteil der Kinder, die diesen Schultypus besuchten, stieg zwischen 1966 und 1970 von 10 auf 30 Prozent. Allerdings wollte Wilson nach eigener Aussage die gehobenen Grammar Schools nicht abschaffen, sondern bewarb die Comprehensive Schools als „Grammar Schools für alle“.
Ein weiteres wichtiges Thema in Wilsons erster Amtszeit war der Wohnungsbau. Von 1965 bis 1970 wurden 1,3 Millionen neue Wohnungen gebaut, der Anteil an Gemeindebauten (council housing) stieg von 42 auf 50 Prozent. 1968 führte Wilsons Regierung das Option Mortgage Scheme ein, eine Subvention auf Hypothekenzinsen, um Geringverdienern den Erwerb eines Eigenheims zu ermöglichen. Zudem legte die Regierung Wilson ganze neue Städte auf der „grünen Wiese“ an, die New towns. Die größte darunter, Milton Keynes, hat inzwischen über 200.000 Einwohner.
Die Außenpolitik wurde durch Krisen in zahlreichen ehemaligen britischen Kolonien geprägt, besonders in Rhodesien und Südafrika. Wilson widersetzte sich dem Druck, zur Unterstützung der USA Truppen nach Vietnam zu schicken. Als Großbritannien mit wirtschaftlichen Problemen zu kämpfen hatte, sank die Zustimmung der Wähler.

### Zweite Amtszeit als Premierminister
Als die Umfragewerte wieder günstiger zu sein schienen, setzte Wilson Neuwahlen an. Zur Überraschung fast aller politischen Beobachter verlor Labour die Wahlen vom 19. Juni 1970, und Wilson musste sein Amt an Edward Heath abgeben.
Trotz dieser Niederlage behauptete sich Wilson als Parteivorsitzender und kehrte nach den Parlamentswahlen im Februar 1974 in No. 10 Downing Street zurück. Heath war es nicht gelungen, die Probleme zu lösen, mit denen bereits Wilson zu kämpfen gehabt hatte.
Weil die Wahl vom Februar 1974 keiner der beiden großen Parteien eine absolute Mehrheit im Unterhaus beschert hatte (die Konservativen errangen die meisten Stimmen, während Labour die meisten Sitze im Unterhaus erreichte), bewirkte Wilson im September 1974 Neuwahlen, diese ergaben am 16. Oktober 1974 eine absolute Mehrheit der Unterhaussitze für Labour. Einige Monate später löste Wilson ein Wahlversprechen ein und ließ am 5. Juni 1975 eine Volksabstimmung über die Mitgliedschaft des Landes in der Europäischen Wirtschaftsgemeinschaft abhalten. Die Befürworter, zu denen auch Wilson selbst gehörte, gewannen mit 67 % der Stimmen.

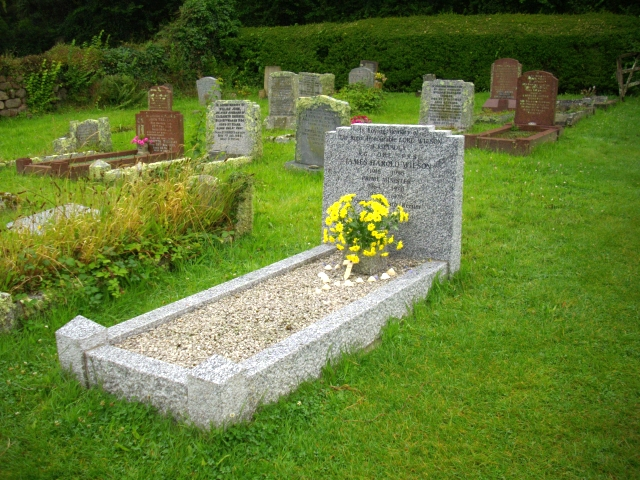
Wilsons Grab auf St Mary’s

Am 16. März 1976 erklärte Wilson überraschend seinen Rücktritt als Premierminister und erklärte, er wolle sich ganz aus der Politik zurückziehen. Er gab an, er habe schon immer vorgehabt, mit 60 in Pension zu gehen und er sei körperlich und geistig erschöpft, und er litt auch am Frühstadium der Alzheimerschen Krankheit. Sein Gedächtnis und seine Konzentrationsfähigkeit zeigten immer mehr Schwächen.
Außenminister James Callaghan wurde als sein Nachfolger an der Parteispitze gewählt und übernahm in der Folge am 5. April 1976 von Wilson das Amt des Premierministers. Wilson blieb bis 1983 Parlamentsabgeordneter und wurde nach seinem Rücktritt als Baron Wilson of Rievaulx, of Kirklees im County of West Yorkshire zum Life Peer erhoben. Wilson war immer mehr von der Krankheit gezeichnet und wurde nach 1985 kaum mehr in der Öffentlichkeit gesehen. Er starb schließlich am 24. Mai 1995 in London an Darmkrebs.

### Privatleben
1940 heiratete er die Büroangestellte Mary Baldwin (1916–2018). Sie veröffentlichte in den 1970er Jahren zwei Bände mit Gedichten und war 1975 in der Jury für den Man-Booker-Preis. Politisch war sie nicht immer auf der Seite ihres Mannes; sie stimmte in der Volksabstimmung von 1975 gegen den EWG-Beitritt Großbritanniens und unterstützte die Aktion gegen die atomare Bewaffnung des Landes. Aus der Ehe gingen die Söhne Giles, der Lehrer wurde, und der 1943 geborene Mathematiker Robin Wilson hervor.

## Wirken
Die Regierungszeit von Harold Wilson ist als Reform-Ära in die Geschichte Großbritanniens eingegangen. Wilsons Versuche, den Haushalt in Ordnung zu bringen und neue Arbeitsgesetze durchzusetzen, brachten ihn teilweise in starken Gegensatz zu den Gewerkschaften, die um ihren Einfluss fürchteten. Außenpolitisch fallen die Unabhängigkeit ehemaliger Kolonien (Barbados, Mauritius, Swasiland), die Aufgabe von Stützpunkten östlich von Sues (Ausnahme: Hongkong), die Unterzeichnung des Atomwaffensperrvertrages und verschiedene Bemühungen um die Aufnahme und die Bedingungen Großbritanniens in der Europäischen Wirtschaftsgemeinschaft in seine Amtszeit.